# Ariadna ustulata
Ariadna ustulata là một loài nhện trong họ Segestriidae.
Loài này thuộc chi Ariadna. Ariadna ustulata được Eugène Simon miêu tả năm 1898.